# Seznam světových malířek
Seznam světových malířek je publikace vydaná v Londýně v roce 1905 pod názvem Women Painters of the World, from the time of Caterina Vigri, 1413–1463, to Rosa Bonheur and the present day. Obsahuje seznam nejvýznamnějších malířek od doby Svaté Kateřiny z Bologne (1413–1463), (anglicky Caterina Vigri) až po Marii Rosalii Bonheur (1822–1899). Seznam sestavený a editovaný Walterem Shawem Sparrowem uvádí přehled prominentních malířek až do roku 1905, kdy jeho kniha vyšla.
Účelem knihy bylo dokázat nesmyslnost tvrzení, že „úspěchy malířek byly druhořadé.“ Kniha obsahuje více než 300 obrazů od více než 200 malířek, z nichž většina se narodila v 19. století a získala medaile na různých mezinárodních výstavách. Kniha je užitečným referenčním dílem pro každého, kdo studuje umění žen z konce 19. století.

## Seznam malířek uvedených v publikaci
| Louise Abbéma                            | Julia Bracewell Folkard          | Constance Mayer                      |
| Madame Abran (Marthe Abran, 1866–1908)   | Lavinia Fontana                  | Anne Mee                             |
| Georges Achille-Fould                    | Elizabeth Adela Forbes           | Margaret Meen                        |
| Helen Allingham                          | Eleanor Fortescue-Brickdale      | Maria S. Merian                      |
| Anna Alma-Tadema                         | Consuélo Fould                   | Anna Lea Merritt                     |
| Laura Theresa Alma-Tadema                | Empress Frederick of Germany     | Georgette Meunier                    |
| Sophie Gengembre Anderson                | Elizabeth Jane Gardner           | Eulalie Morin                        |
| Helen Cordelia Angell                    | Artemisia Gentileschi            | Berthe Morisot                       |
| Sofonisba Anguissola                     | Diana Ghisi                      | Mary Moser                           |
| Christine Angus                          | Ketty Gilsoul-Hoppe              | Marie Nicolas                        |
| Berthe Art                               | Marie-Éléonore Godefroid         | Beatrice Offor                       |
| Gerardina Jacoba van de Sande Bakhuyzen  | Eva Gonzalès                     | Adeline Oppenheim Guimard            |
| Antonia de Bañuelos                      | Maude Goodman                    | Blanche Paymal-Amouroux              |
| Rose Maynard Barton                      | Mary L. Gow                      | Marie Petiet                         |
| Marie Bashkirtseff                       | Kate Greenaway                   | Nadežda Petrović                     |
| Jeanna Bauck                             | Rosina Mantovani Gutti           | Zora Petrović                        |
| Amalie Bauerlë                           | Gertrude Demain Hammond          | Constance Phillott                   |
| Mary Beale                               | Emily Hart                       | Maria Katharina Prestel              |
| Lady Diana Beauclerk                     | Hortense Haudebourt-Lescot       | Henrietta Rae                        |
| Cecilia Beaux                            | Alice Havers                     | Suor Barbara Ragnoni                 |
| Ana Bešlić                               | Ivy Heitland                     | Catharine Read                       |
| Marie-Guillemine Benoist                 | Catharina van Hemessen           | Marie Magdeleine Real del Sarte      |
| Marie Bilders-van Bosse                  | Matilda Heming                   | Flora Macdonald Reid                 |
| Lily Blatherwick                         | Mrs. John Herford                | Maria G. Silva Reis                  |
| Tina Blau                                | Emma Herland                     | Mrs. J. Robertson                    |
| Nelly Bodenheim                          | E. Baily Hilda                   | Suze Robertson                       |
| Kossa Bokchan                            | Dora Hitz                        | Ottilie Roederstein                  |
| Rosa Bonheur                             | A. M. Hobson                     | Juana Romani                         |
| Mlle. Bouillier                          | Adrienne van Hogendorp-s' Jacob  | Adèle Romany                         |
| Madame Bovi                              | Lady Holroyd                     | Jeanne Rongier                       |
| Olga Boznanska                           | Amelia Hotham                    | Henriëtte Ronner-Knip                |
| Louise Breslau                           | M. J. A. Houdon                  | Baroness Lambert de Rothschild       |
| Elena Brockmann                          | Joséphine Houssay                | Sophie Rude                          |
| Jennie Augusta Brownscombe               | Barbara Elisabeth van Houten     | Rachel Ruysch                        |
| Anne Frances Byrne                       | Sina Mesdag van Houten           | Eugénie Salanson                     |
| Katharine Cameron                        | Julia Beatrice How               | Adelaïde Salles-Wagner               |
| Margaret Cameron (Mary Margaret Cameron) | Mary Young Hunter                | Amy Sawyer                           |
| Marie Gabrielle Capet                    | Helen Hyde                       | Helene Schjerfbeck                   |
| Margaret Sarah Carpenter                 | Katarina Ivanović                | Félicie Schneider                    |
| Madeleine Carpentier                     | Infanta María de la Paz of Spain | Anna Maria Schurman                  |
| Rosalba Carriera                         | Olga Jančić                      | Thérèse Schwartze                    |
| Mary Cassatt                             | Blanche Jenkins                  | Doña Stuart Sindici                  |
| Marie Cazin                              | Marie Jensen                     | Elisabetta Sirani                    |
| Francine Charderon                       | Olga Jevrić                      | Sienese Nun Sister A                 |
| Marian Emma Chase                        | Louisa Jopling                   | Sienese Nun Sister B                 |
| Zoé-Laure de Chatillon                   | Ljubinka Jovanović               | Minnie Smythe                        |
| Jeanne-Elisabeth Chaudet                 | Mina Karadžić                    | Élisabeth Sonrel                     |
| Lilian Cheviot                           | Angelica Kauffman                | Lavinia, Countess Spencer            |
| Mlle. Claudie                            | Irena Kazazić                    | M. E. Edwards Staples                |
| Christabel Cockerell                     | Lucy E. Kemp-Welch               | Louisa Starr                         |
| Marie Amélie Cogniet                     | Jessie M. King                   | Marianne Stokes                      |
| Uranie Alphonsine Colin-Libour           | Elisa Koch                       | Elizabeth Strong                     |
| Jacqueline Comerre-Paton                 | Käthe Kollwitz                   | Mary Ann Rankin (Mrs. J. M. Swan)    |
| Cornelia Conant                          | Adélaïde Labille-Guiard          | Annie Louise Swynnerton              |
| Delphine Arnould de Cool-Fortin          | Ethel Larcombe                   | E. De Tavernier                      |
| Diana Coomans                            | Hermína Laukotová                | Elizabeth Upton, Baroness Templetown |
| Maria Cosway                             | Madame Le Roy                    | Ellen Thesleff                       |
| Amelia Curran                            | Louise-Émilie Leleux-Giraud      | Elizabeth Thompson                   |
| Louise Danse                             | Judith Leyster                   | Maria Tibaldi m. Subleyras           |
| Héléna Arsène Darmesteter                | Barbara Longhi                   | Frédérique Vallet-Bisson             |
| Maria Davids                             |                                  | Caroline de Valory                   |
| Césarine Davin-Mirvault                  | Marie Seymour Lucas              | Mlle. de Vanteuil                    |
| Evelyn De Morgan                         | Marie Lucas Robiquet             | Elisabeth Vigée-Lebrun               |
| Jane Mary Dealy                          | Vilma Lwoff-Parlaghy             | Caterina Vigri                       |
| Virginie Demont-Breton                   | Ann Macbeth                      | Vukosava Velimirović                 |
| Marie Destrée-Danse                      | Biddie Macdonald                 | Ana Vidjen                           |
| Margaret Isabel Dicksee                  | Luisa Sasko-Koburská             | Draginja Vlasic                      |
| Agnese Dolci                             | Marie Seymour Lucas              | Beta Vukanović                       |
| Angèle Dubos                             | Marie Lucas Robiquet             | Louisa Lady Waterford                |
| Victoria Dubourg                         | Vilma Lwoff-Parlaghy             | Hermine Waternau                     |
| Clémentine-Hélène Dufau                  | Ann Macbeth                      | Caroline Watson                      |
| Mary Elizabeth Duffield-Rosenberg        | Biddie Macdonald                 | Cecilia Wentworth                    |
| Maud Earl                                | Jessie Macgregor                 | E. Wesmael                           |
| Marie Ellenrieder                        | Violet Manners                   | Florence White                       |
| Alix-Louise Enault                       | E. Marcotte                      | Maria Wiik                           |
| Alice Maud Fanner                        | Ana Marinković                   | Julie Wolfthorn                      |
| Catherine Maria Fanshawe                 | Madeline Marrable                | Juliette Wytsman                     |
| Jeanne Fichel                            | Edith Martineau                  | Annie Marie Youngman                 |
| Rosalie Filleul                          | Caroline de Maupeou              | Jenny Zillhardt                      |
| Fanny Fleury                             |                                  |                                      |